# Chajing
Das chinesische Buch Chajing (chinesisch 茶經 / 茶经, Pinyin Chájīng – „Das Buch vom Tee oder Der Tee-Klassiker“) ist ein Buch aus dem Jahr 760 der Tang-Zeit. Es enthält zehn Kapitel und handelt von Tee.
Sein Verfasser ist Lu Yu aus der Regierungszeit vom Kaiser Tang Xuanzong. Es ist das berühmteste Buch über alle Aspekte des Tees in Ostasien. Es ist die erste dem Tee gewidmete Monographie und behandelt praktisch jeden Aspekt der Teeherstellung und der Teekultur.
Eine moderne, kommentierte Ausgabe mit neuchinesischer Übersetzung wurde 1981 von Fangci Zhang unter dem Titel Chájīng Qiǎnshì (Das Buch vom Tee leicht verständlich erläutert) im chinesischen Verlag Yunnan Renmin Chubanshe herausgegeben.

## Inhalt des Buches
1. Kapitel I: Ursprünge des Tees
2. Kapitel II: Gerätschaften zum Lesen und zur Verarbeitung der Teeblätter
3. Kapitel III: Herstellung des Tees
4. Kapitel IV: Gerätschaften zur Zubereitung des Tees
5. Kapitel V: Aufgießen des Tees
6. Kapitel VI: Wie man Tee trinkt
7. Kapitel VII: Tee in den alten Texten
8. Kapitel VIII: Anbaugebiete der Spitzentees
9. Kapitel IX: Verschiedenes
10. Kapitel X: Übersicht zu dem Werk